# Stazione di Meppel
Meppel, è una stazione ferroviaria passante di superficie sulle linee ferroviarie Meppel-Groninga e Arnhem-Leeuwarden nella città di Meppel, Paesi Bassi.